# 21448 Galindo
21448 Galindo è un asteroide della fascia principale. Scoperto nel 1998, presenta un'orbita caratterizzata da un semiasse maggiore pari a 2,2972091 UA e da un'eccentricità di 0,1245447, inclinata di 4,09693° rispetto all'eclittica.